# Horna de Ebro
Horna de Ebro es una localidad del municipio cántabro de Campoo de Enmedio (España). En 2024 tenía 49 habitantes (INE). Se encuentra a una altitud de 874 m s. n. m. Dista 6,5 kilómetros de la capital municipal, Matamorosa.

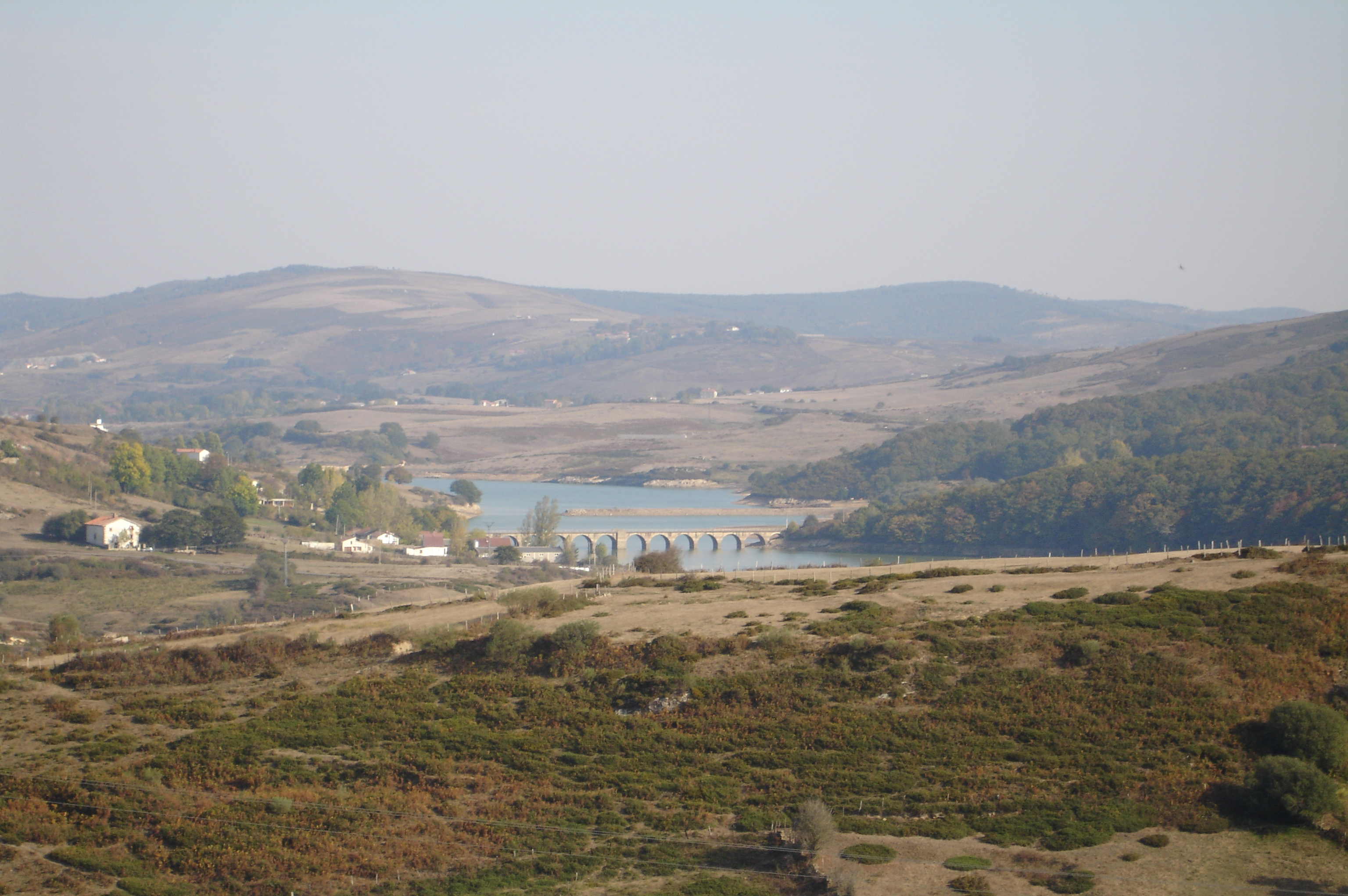
Vista de la localidad de Horna, su puente y el Embalse del Ebro.

De su patrimonio destaca la iglesia parroquial, del siglo XVIII. Esta población se vio afectada por la construcción del pantano del Ebro, que hoy en día marca el paisaje de la población. 
- Datos: Q5902226
- Multimedia: Horna de Ebro / Q5902226